# Quasi-star

最大の既知の星を含むいくつかの既知の超巨星と比較したQuasi-starのサイズ比較。

Quasi-star、またはblack hole starは、宇宙初期に存在した可能性がある、非常に重く明るい仮説上の天体である。核融合反応によって輝く現代の恒星とは異なり、天体中心部にあるブラックホールに物質が落ち込むことでエネルギーがもたらされると考えられている。

## 形成と性質
Quasi-star は、大きな原始星の核がブラックホールへと重力崩壊した際に、その外層が現代の超新星のように吹き飛ばされたりブラックホールに落ちたりして失われることなく、エネルギーを吸収するのに十分な質量を持っている場合に生じると考えられている。このような天体は、少なくとも1,000 太陽質量 (M☉) の質量を持っていなければならない。Quasi-starは、暗黒物質のハローが重力によって大量のガスを引き込み、数万 M☉の超大質量星が生み出されることで形成された可能性もある。Quasi-starの形成は、宇宙の初期、すなわちビッグバン元素合成で生じた水素やヘリウムが重元素に汚染される以前の時代でしか起こり得ない。そのため、Quasi-starは超大質量の種族IIIの星であった可能性もある。このような星は、既知の最大の恒星の1つであるおおいぬ座VY星やStephenson 2-18をも凌ぐ大きさと考えられている。
原始星の中心部にブラックホールが形成されると、外層の物質がブラックホールへと降り注ぐことで大量の放射エネルギーが発生され続ける。この絶え間ないエネルギーのアウトバーストは、重力を打ち消す力として働き、核融合で輝く現代の恒星と同じような静力学平衡状態が生まれる。Quasi-starの最大寿命は約700万年と短く、その間に中心部のブラックホールは約1,000 - 10,000 M☉にまで成長していたと考えられている。この中間質量ブラックホールが、現代の超大質量ブラックホールの元となったとも言われている。
Quasi-starの表面温度は10,000 ケルビン (K) 以上あったと推測されている。この温度で、半径が太陽の14,374倍にあたる100億キロメートル（約66.85天文単位）あったとすると、小さな銀河と同じくらいの明るさとなる。時が過ぎて冷えていくと外層が透明となり、さらに冷やされて限界温度の4,000 Kに達する。この限界温度未満では静力学平衡が成り立たなくなるため、ここでQuasi-starの寿命が尽きることとなり、中間質量ブラックホールを残して急速に消滅してしまうとされる。